# 김동용
김동용(金東龍, 1990년 12월 12일 ~ )은 대한민국의 조정 선수이다. 2010년 제 16회 광저우 아시안 게임 대한민국 남자 조정 국가대표로 출전해 조 더블스컬 동메달을 획득하였고, 2014년 제 17회 인천 아시안 게임 대한민국 남자 조정 국가대표로 출전해 남자 싱글스컬 은메달을 획득하였다. 또, 2018년 제 18회 자카르타•팔렘방 아시안 게임 대한민국 남자 조정 국가대표로 출전해 남자 싱글스컬 은메달을 획득하였다.
2012 런던올림픽, 2016 리우올림픽에 대한민국 조정 국가대표로 출전하였으며
런던올림픽에서는 21위를 하였고 리우올림픽에서는 17위를 하였다.
출신학교는 경남체육고등학교, 대구대학교이다.